# 祝庆理
祝庆理（1924年11月—1997年5月），河南卢氏县朱阳关镇朱阳关村人，中国政治人物，曾任河北省人民政府教育厅厅长。

## 生平

### 民国期间
祝庆理中学毕业，留在本村任教，后离开家乡，在甘肃天水灵源寺中心校、兰州第二中心校教书。1944年，考入西北师范学院。1945年，进入北平师范大学历史系学习，在校期间，发动学生运动，并于1947年，加入中国共产党。1949年10月，担任中共控制的张家口市军管会干事，察哈尔团省委干事、中共察哈尔省委宣传部干事。

### 共和国成立后
中华人民共和国成立后，先后担任中共宣化市委宣传部教育科长；张家口市委宣传部教育科长，宣化市市委办公室副主任，宣化市女子中学校长，市委文教部、宣传部教育科长。1964年2月，任阳原县委常委、宣传部长。文化大革命期间受到迫害，1972年恢复工作，任阳原县委党校校长，张家口地委党校党委委员、教研室主任。
1978年，调往张家口师范专科学校工作。1981年12月至1982年8月，出任张家口师范专科学校校长。后担任河北省畜牧局党组成员、副局长。1983午3月25日，河北省将教育局、高等教育局、职工教育办公室合并，组建河北省教育厅，他担任厅长。1986年4月离休后，先后担任河北省老年大学常务副校长、中国老年大学教材编市委员会副主任、河北省老区建设促进会副会长、省教委机关老干部党支部书记等职。1997年去世。